# Таджики в России
Эта статья о таджиках в России. Для расширенного значения смотрите статью Таджики.
Таджики в России (тадж. Тоҷикони Русия) — жители России, имеющие полное или частичное таджикское происхождение, являются первыми (во времена СССР) и вторыми (современная иммиграция) представителями иммигрантов из Таджикистана. В Пензенской и Ростовской областях существуют таджикские культурные автономии. Ряд таджикских организаций действует в Москве. В 2007 году был создан Союз таджикистанцев России, в 2010 году ликвидированный Верховным судом.
По оценке представителя Международной организации по миграции, данной в 2002 году, ежегодно в России на заработках находилось до 650 тысяч таджикских граждан, большинство — нелегально. По другим оценкам, в период с января 2000 по январь 2003 года в России работали 530 тысяч таджикских мигрантов, а в 2007 году в РФ жило и работало 450—500 тысяч граждан Таджикистана. В 2022 году 173 634 таджикистанцев получили российское гражданство. Власти Таджикистана считают, что количество граждан, которые выезжают в Россию на заработки, составляет более 1,5 миллионов человек. Россия отчитывается почти о трёх миллионах таджикских трудовых мигрантов, находящихся на её территории.
По оценке 2011 года, Таджикистан по объёму денежных переводов среди стран СНГ занимал второе место, вслед за Узбекистаном.
В ноябре 2011 года, после осуждения в Таджикистане российского лётчика, действия миграционных органов России характеризовались рядом СМИ как «Россия выгоняет таджиков», хотя по сообщению ФМС, никакой специальной кампании против таджиков в связи с судом не было, а президент Медведев высказался, что «это (депортации — пояснение АиФ) нужно делать не периодически, а постоянно. Я считаю, что это просто совпадение». Грани.ру привели слова о том, что высылка таджиков является «частью асимметричного ответа России» на приговор Садовничему, со ссылкой на неназванный источник в дипломатических кругах. Положение таджикских трудовых мигрантов в РФ вызвало озабоченность МИД Таджикистана и протест Федерации мигрантов России.

## Численность
| Численность таджиков в РСФСР/РФ по переписям населения, чел. | Численность таджиков в РСФСР/РФ по переписям населения, чел. | Численность таджиков в РСФСР/РФ по переписям населения, чел. | Численность таджиков в РСФСР/РФ по переписям населения, чел. | Численность таджиков в РСФСР/РФ по переписям населения, чел. | Численность таджиков в РСФСР/РФ по переписям населения, чел. | Численность таджиков в РСФСР/РФ по переписям населения, чел. |
| 1959                                                         | 1970                                                         | 1979                                                         | 1989                                                         | 2002                                                         | 2010                                                         | 2021                                                         |
| ------------------------------------------------------------ | ------------------------------------------------------------ | ------------------------------------------------------------ | ------------------------------------------------------------ | ------------------------------------------------------------ | ------------------------------------------------------------ | ------------------------------------------------------------ |
| 7 027                                                        | 14 108                                                       | 17 863                                                       | 38 208                                                       | 120 136                                                      | 200 303                                                      | 350 236                                                      |

## Расселение
Структура расселения таджиков в России по основным регионам присутствия по данным последних переписей населения:
| Регион                                        | Перепись 1989 | Перепись 2002 | Перепись 2010 |
| --------------------------------------------- | ------------- | ------------- | ------------- |
| Москва                                        | 2 893         | 35 385        | 27 280        |
| Московская область                            | 1 403         | 3 404         | 15 549        |
| Санкт-Петербург                               | 1 917         | 2 449         | 12 072        |
| Свердловская область                          | 1 427         | 6 125         | 11 138        |
| Новосибирская область                         | 714           | 2 784         | 10 054        |
| Тюменская область                             | 1 240         | 7 968         | 14 328        |
| в том числе Ханты-Мансийский автономный округ | нет данных    | 5 651         | 9 793         |
| в том числе Ямало-Ненецкий автономный округ   | нет данных    | 583           | 1 482         |
| Красноярский край                             | 1 377         | 3 507         | 6 304         |
| Волгоградская область                         | 1 039         | 2 057         | 4 674         |
| Иркутская область                             | 852           | 2 576         | 4 169         |
| Ленинградская область                         | 554           | 814           | 2 977         |
| Якутия                                        | 260           | 1 105         | 2 696         |
| Челябинская область                           | 870           | 5 125         | 7 375         |
| Самарская область                             | 1 598         | 4 624         | 7 195         |
| Кемеровская область                           | 875           | 4 474         | 5 646         |
| Татарстан                                     | 742           | 3 625         | 5 859         |
| Башкортостан                                  | 735           | 2 939         | 4 127         |
| Оренбургская область                          | 411           | 2 455         | 4 093         |
| Пермский край                                 | 863           | 1 953         | 3 548         |
| Алтайский край                                | 413           | 1 617         | 2 087         |
| Саратовская область                           | 1 207         | 1 468         | 1 686         |
| Краснодарский край                            | 753           | 1 179         | 1 853         |
| Тверская область                              | 496           | 1 175         | 3 177         |
| Ульяновская область                           | 422           | 1 057         | 1 375         |
| Ростовская область                            | 1 238         | 898           | 1 618         |
| Калужская область                             |               |               |               |

## Уровень образования
Перепись 2010 года показала, что уровень образования российских таджиков намного ниже, чем в целом у населения РФ. По переписи 2010 года, среди таджиков лишь 10,9 % имели высшее или послевузовское образование (18 190 человек из 167 213 лиц таджикской национальности в возрасте 15 лет и старше, указавших уровень образования). При этом среди жителей России всех национальностей доля лиц с высшим образованием в 2010 году составила 23,4 % (среди лиц в возрасте 15 лет и старше, указавших уровень образования). У таджиков также пока сильно деформирована половая структура населения из-за преобладания среди мигрантов мужчин. По уровню фертильности российские таджички, большая часть которых проживает в городах, уступают целому ряду других народов РФ, и этот показатель у них снижается быстрыми темпами.